# Otto Liman von Sanders
Otto Viktor Karl  Liman von Sanders, född 17 februari 1855 i Stolp, dåvarande tyska Hinterpommern, död 22 augusti 1929 i München, var en tysk general främst känd för sina insatser i turkisk tjänst under första världskriget och då speciellt försvaret av Gallipoli-halvön under 1915.

## Biografi
Liman von Sanders blev officer vid kavalleriet 1874, överste och regementschef 1904, generalmajor 1908, generallöjtnant och infanterifördelningschef 1911 samt general vid kavalleriet 1914. Liman var 1913-14 chef för den tyska militärkommissionen i Turkiet för omorganisation av turkiska armén, adlades 1914 och blev samma år generalinspektör för turkiska armén och turkisk fältmarskalk.
Vid Osmanska rikets inträdande i första världskriget på Centralmakternas sida år 1915 utsågs Liman von Sanders till befälhavare för 1:a osmanska armén, den 25 mars över 5:e osmanska armén. Där mötte han överste Mustafa Kemal som senare blev det moderna Turkiets grundare under namnet Kemal Atatürk. 
Den 5:e arméns uppgift blev att försvara den sjövägen mellan Medelhavet och Svarta Havet. Turkarna hade främst fruktat ett ryskt anfall mot Bosporen och Istanbul, men Liman von Sanders valde istället att koncentrera sig på ett eventuellt brittiskt anfall från Medelhavet. I London ruvade dåvarande First Lord of the Admirality ("marinminister") Winston Churchill på att krossa turkarna och att upprätta kontakt med sina allierade i öster, Tsarryssland. Detta skulle ske genom att ta kontroll över Dardanellerna, Marmarasjön och Bosporen, så att en fri sjöpassage kunde upprättas mellan den brittiska Medelhavsflottan och den ryska Svartahavsflottan. 
Risken för att Storbritannien skulle försöka detta insåg Liman von Sanders tidigt. Han gjorde upp en avancerad försvarsplan över främst det trånga men långa sundet Dardanellerna, och visade bland annat turkarna hur de skulle placera ut sitt artilleri. Sedan en brittisk flottstyrka misslyckats att forcera Dardanellerna valde Churchill att landsätta trupper på Dardanellernas västra sida, halvön Gallipoli. 
Liman von Sanders plan gick inte ut på att omgående kasta tillbaka eventuellt landsatta trupperna. Istället ville han förhindra landsatta trupper att lämna de mestadels bergiga stränderna. Den aningen defensiva planen orsakades troligen av att man inte kunde veta exakt var en eventuell landstigning skulle äga rum och en viss brist på utbildat manskap. Planen gick helt enligt förväntan, och när britterna den 25 april 1915 valde att landsätta två separata avdelningar, en brittisk-fransk och en australiensk-nyzeeländsk (ANZAC) fastnade de båda avdelningarna på stränderna, där de omgående tvingades gräva skyttegravar. Den nu uppkomna situationen bemästrades med stor skicklighet av Liman von Sanders och inte en enda gång lyckades de två landsatta styrkorna få kontakt med varandra. Ej heller kunde trupperna göra några effektivare anfall trots hjälp av sjöartilleri. Den brittiskledda expeditionen till Dardanellerna blev ett blodigt fiasko för Ententen. De överlevande trupperna evakuerades den 18-20 december 1915 och den 8-9 januari 1916. Ironiskt nog blev evakueringen den enda del av hela expeditionen som Ententens krigsledning kunde känna sig tillfreds med.
Liman von Sanders fick nu titeln "Osmansk marskalk".
Senare under kriget deltog han i andra tysk-turkiska krigsföretag bland annat i Syrien, Palestina och i Kaukasus.
I februari 1918 erhöll han befälet över de turkisk-tyska trupperna i Palestina men tvingades av Edmund Allenbys överlägsna brittiska trupper att utrymma landet och en stor del av Syrien. Han tillfångatogs av brittiska trupper i februari 1919 men frigavs i augusti samma år. Liman har bland annat utgett Fünf Jahre Türkei (1920).